# Łychowska Wola
Łychowska Wola (prononciation : [wɨˈxɔfska ˈvɔla]) est un village polonais de la gmina de Jasieniec dans le powiat de Grójec de la voïvodie de Mazovie dans le centre-est de la Pologne.

## Histoire
De 1975 à 1998, le village appartenait administrativement à la voïvodie de Radom.